# میدلتون، نورفک
میدلتون (به انگلیسی: Middleton) یک محله مدنی و روستا در بریتانیا است که در King's Lynn and West Norfolk واقع شده‌است. میدلتون ۱۳٫۰۱ کیلومتر مربع مساحت و ۱٬۴۵۰ نفر جمعیت دارد.